# Divonne-les-Bains
Divonne-les-Bains település Franciaországban, Ain megyében. Lakosainak száma 10 300 fő (2022. január 1.).

## Fekvése
Genftől 20 km-re található.
Divonne-les-Bains Grilly, Mijoux, Vesancy, Lajoux, Prémanon, Crassier, La Rippe, Bogis-Bossey, Chavannes-de-Bogis és Commugny községekkel határos.

## Népesség
A település népességének változása:
| Lakosok száma | 3276 | 4783 | 5580 | 7400 | 8762 | 9286 | 9644 | 9951 | 9999 | 10 300 |
|               | 1968 | 1982 | 1990 | 2006 | 2013 | 2015 | 2017 | 2019 | 2020 | 2022   |